# Pare-Gebirge
Das Pare-Gebirge ist ein Gebirgszug im Nordosten Tansanias, nordwestlich der Usambara-Berge. Das Gebirge ist Teil der uralten Eastern Arc Mountains. Es gibt einen nördlichen und einen südlichen Gebirgszug, der mit dem Shengena eine Höhe von 2463 m erreicht. Das Gebiet wird von den Pare bewohnt. Neben traditionell bewirtschafteten Wäldern und Wald-Schutzgebieten dominiert landwirtschaftliche Nutzung. In beiden Gebirgsteilen gibt es Projekte zur Förderung von Sanftem Tourismus.

## Gliederung
Im südlichen Teil, den South Pare Mountains liegen 49 Ortschaften (Hauptort: Same) und 11 Wald-Schutzgebiete (u. a. Chome Forest Reserve mit dem höchsten Punkt Shengena), 5 weitere Schutzgebiete sind geplant. Von den Westlichen Usambara-Bergen werden die South Pare Mountains durch das Flusstal des Mkomazi, einem 20 km breiten ariden Korridor getrennt.
Nur in den Bergwäldern der South Pare Mountains lebt die endemische Vogelart South Pare white-eye (Zosterops winifredae), andere hier lebende Tierarten kommen nur in den Eastern Arc Mountains vor.

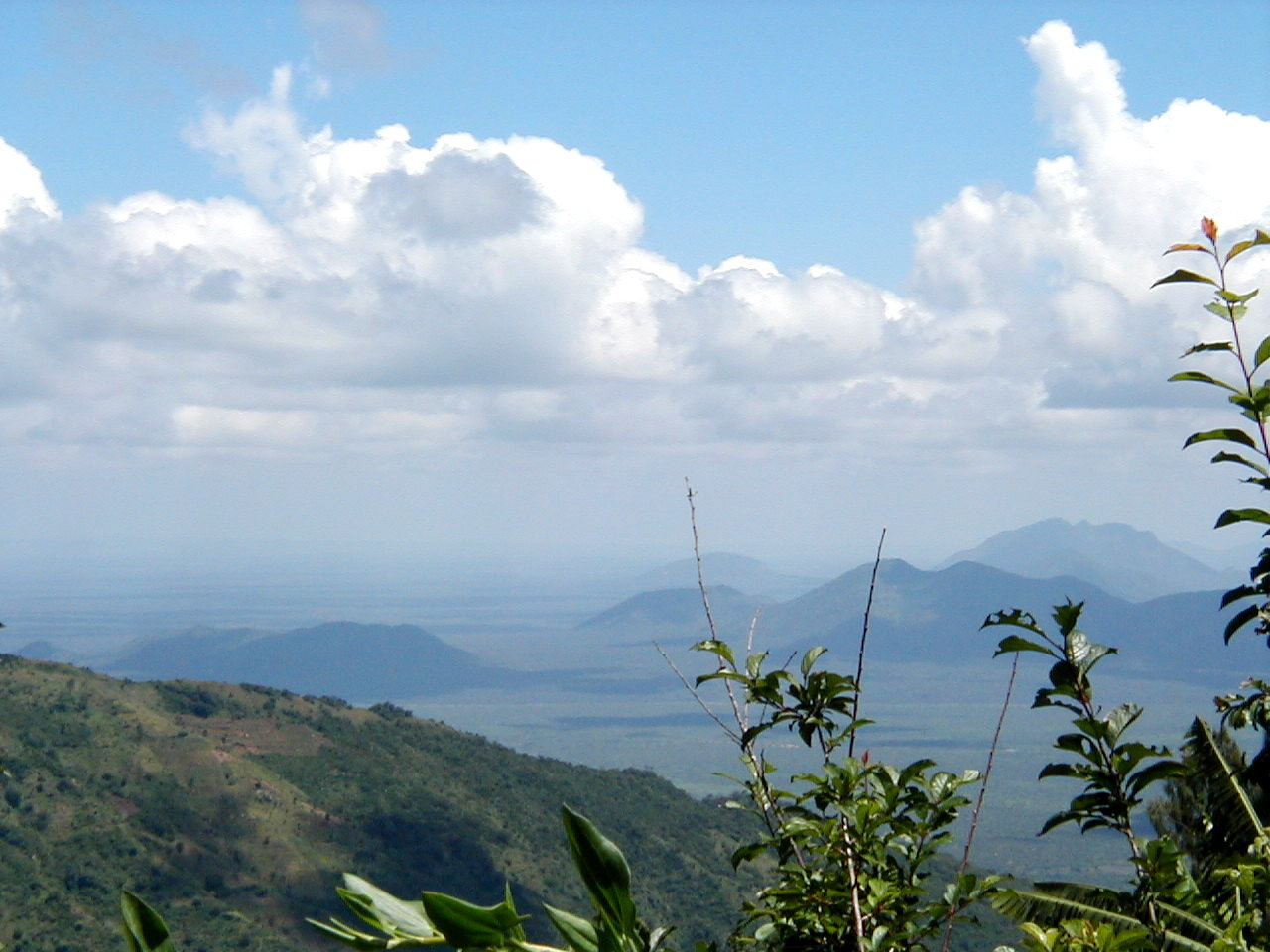
North Pare Mountains

Die North Pare Mountains stellen den nördlichsten Ausläufern der Eastern Arc Mountains in Tanzania dar, sie liegen 35 km südöstlich vom (geologisch sehr viel jüngeren) Mount Kilimanjaro. Ihr zentrales Plateau ist seit langem besiedelt, die Bevölkerung verteilt sich auf 40 Ortschaften (Hauptort Usangi). Die ursprünglichen Wälder wurden hier durch Farmland oder fremdländische Gehölze ersetzt. Die verbleibenden Wälder sind weitgehend voneinander isoliert, in ihnen liegen sieben Wald-Schutzgebiete. In diesem Gebirgsteil leben drei Wirbeltier-Arten, die nur in den Eastern Arc Mountains zu finden sind.

## Bewaldung
Im Pare-Gebirge sind 484 Quadratkilometer bewaldet:
| Name                 | natürlicher Wald (km2) | offener Wald (km2) | geschlossener Wald (km2) |
| -------------------- | ---------------------- | ------------------ | ------------------------ |
| North Pare Mountains | 151                    | 123                | 28                       |
| South Pare Mountains | 333                    | 213                | 120                      |